# جورج فريدريك هاس
جورج فريدريك هاس (بالألمانية: Georg Friedrich Haas)‏ (و. 1953 – م) هو ملحن، وأستاذ جامعي من النمسا . ولد في غراتس .
وهو عضو في Academy of Arts, Berlin .

## التعليم
تعلم في University of Music and Performing Arts

## روابط خارجية
- جورج فريدريك هاس على موقع مونزينجر (الألمانية)
- جورج فريدريك هاس على موقع ميوزك برينز (الإنجليزية)
- جورج فريدريك هاس على موقع أول ميوزيك (الإنجليزية)
- جورج فريدريك هاس على موقع ديسكوغز (الإنجليزية)